# Parembia persica
Parembia persica är en insektsart som först beskrevs av Maclachlan 1877.  Parembia persica ingår i släktet Parembia och familjen Embiidae. Inga underarter finns listade i Catalogue of Life.